# 안드리 야르몰렌코
안드리 미콜라요비치 야르몰렌코(우크라이나어: Андрі́й Микола́йович Ярмо́ленко, 1989년 10월 23일~)는 러시아 출생 우크라이나의 축구 선수로 현재 디나모 키이우에서 공격수 겸 미드필더로 뛰고 있다.

## 수상

### 클럽
디나모 키이우
- 우크라이나 프리미어리그 : 우승 (2008-09, 2014-15, 2015-16), 준우승 (2009-10, 2010-11, 2011-12, 2016-17), 3위 (2012-13), 4위 (2013-14)
- 우크라이나컵 : 우승 (2013-14, 2014-15), 준우승 (2010-11, 2016-17), 4강 (2008-09)
- 우크라이나 슈퍼컵 : 우승 (2009, 2011, 2016), 준우승 (2008, 2014, 2015, 2017)
- UEFA 유로파리그 : 4강 (2008-09)

 보루시아 도르트문트
- 독일 분데스리가 : 4위 (2017-18)

 웨스트햄 유나이티드
- UEFA 유로파리그 : 4강 (2021-22)

### 개인
- 우크라이나 최우수 신인상 : 2010, 2011
- 우크라이나 프리미어리그 올해의 선수상 : 2010-11, 2013-14
- 우크라이나 올해의 선수 : 2013, 2014, 2015, 2017
- 우크라이나 프리미어리그 MVP : 2014-15, 2015-16, 2016-17
- 우크라이나 축구 스타 - UPL MVP : 2016
- FIFA 센추리클럽

## 같이 보기
- A매치 100경기 이상 출전한 축구 선수 명단